# Stor-Fuan
Stor-Fuan (jämtska Stor-Fua) är en å i södra Jämtland, Bergs kommun. Stor-Fuan bildas nedanför Oviksfjällen på Valskaftfloarna och rinner norrut förbi Ljåbodarna, innan den vänder sydost nedströms och förbi Mobodarna. Nedströms denna fäbod och strax uppströms Mo-Börtnanvägen förenas Stor-Fuan med Lill-Fuan och bildar Fuan.